# Aksu (ort i Kazakstan, Sydkazakstan, lat 42,42, long 69,83)
Aksu (ryska: Аксу) är en ort i Kazakstan.   Den ligger i oblystet Sydkazakstan, i den södra delen av landet, 1 000 km söder om huvudstaden Astana. Aksu ligger 614 meter över havet och antalet invånare är 26 115.
Terrängen runt Aksu är huvudsakligen platt, men österut är den kuperad. Runt Aksu är det ganska tätbefolkat, med 111 invånare per kvadratkilometer. Det finns inga andra samhällen i närheten. Trakten runt Aksu består i huvudsak av gräsmarker.